# Felipe Azevedo
Felipe Azevedo dos Santos (Ubatuba, Brasil; 10 de enero de 1987), conocido como Felipe Azevedo, es un futbolista brasileño. Juega de centrocampista y su equipo actual es el São Bernardo FC del Campeonato Brasileño de Serie C.

## Clubes
| Club                       | País          | Año           |
| -------------------------- | ------------- | ------------- |
| América-SP                 | Brasil        | 2006          |
| XV de Piracicaba           | Brasil        | 2006-2007     |
| Ituano                     | Brasil        | 2008          |
| Juventude                  | Brasil        | 2008          |
| Paulista                   | Brasil        | 2009-2012     |
| Santos (préstamo)          | Brasil        | 2009          |
| Petržalka (préstamo)       | Eslovaquia    | 2010          |
| Busan I'Park (préstamo)    | Corea del Sur | 2010-2011     |
| Ceará (préstamo)           | Brasil        | 2011-2012     |
| Sport Recife               | Brasil        | 2012-2015     |
| Ponte Preta (préstamo)     | Brasil        | 2015          |
| Ponte Preta                | Brasil        | 2016          |
| Chiangrai United           | Tailandia     | 2017          |
| Ceará                      | Brasil        | 2018          |
| América Mineiro            | Brasil        | 2019-         |
| Água Santa (préstamo)      | Brasil        | 2020          |
| São Bernardo FC (préstamo) | Brasil        | 2025-presente |

## Palmarés

### Títulos estatales
| Título                  | Club         | País            | Año  |
| ----------------------- | ------------ | --------------- | ---- |
| Campeonato Cearense\|   | Ceará        | Ceará           | 2012 |
| Campeonato Pernambucano | Sport Recife | Pernambuco      | 2014 |
| Copa do Nordeste        | Sport Recife | Región Nordeste | 2014 |
| Campeonato Cearense     | Ceará        | Ceará           | 2018 |

### Títulos nacionales
| Título               | Club             | País      | Año  |
| -------------------- | ---------------- | --------- | ---- |
| Copa FA de Tailandia | Chiangrai United | Tailandia | 2017 |